# 本田裕之
本田 裕之（ほんだ ひろゆき、1975年2月15日 - ）は、日本の俳優、声優。アトミックモンキー所属。愛媛県西予市出身。

## 人物
青二塾16期出身。
以前はぽるかどっと、演劇部隊チャッターギャングに所属していた。
方言は愛媛弁。趣味・特技はカメラ、伊予言葉。

## 出演
太字はメインキャラクター。

### テレビアニメ
2008年
- 恋姫†無双（兵）

2011年
- 銀魂'（船員、男B、門下）

2012年
- イクシオン サーガ DT（預言者A）
- 男子高校生の日常（生徒A）
- 新世界より
- ソードアート・オンライン（プレイヤー）

2013年
- 世界でいちばん強くなりたい!（観客）

2014年
- ウィザード・バリスターズ 弁魔士セシル（桐谷）

2015年
- デス・パレード（刑事E）

2016年
- OZMAFIA!!（ドリアン・グレイ）

2017年
- プリンセス・プリンシパル（ドリーショップ、兵士）

2019年
- 魔法少女特殊戦あすか（小隊長）
- エッグカー（2019年 - 2020年、オブ、アリB）

2021年
- ゲッターロボ アーク（兎猿猴）

2022年
- 名探偵コナン（馬場風悟）

2023年
- 神無き世界のカミサマ活動（皇国の民、門兵、皇国兵、村長、シアン父 他）
- ポーション頼みで生き延びます!（教皇）

### 劇場アニメ
- 氷川丸ものがたり（2015年、司厨員A[9]）
- プリンセス・プリンシパル Crown Handler（2021年 - 2023年、ドリーショップ[10]） - 3作品[一覧 1]
- すずめの戸締まり（2022年）

### OVA
- デュラララ!! 第12.5話（2010年、密輸団）

### Webアニメ
- サントリーWebアニメ「マカ編」

### ゲーム
- ウイニングポストシリーズ（実況アナウンサー）

2002年
- 王子さまLV1（リプトン王、ハニ造、セレスト同僚）
- ケーキ×3! 〜苺いちえ〜（天秤義光）
- なないろ 恋の天気予報

2003年
- Arabica
- 王子さまLV1.5（リプトン王、ハニ造、ばりヤンキー）
- 夏夢夜話（エイハブ）
- 野獸戰隊シバルカン

2007年
- ワイルドアームズ クロスファイア（ルパート・ダンドリッジ）

2013年
- OZMAFIA!!（ドリアン・グレイ）
- The Wonderful 101（ワンダ・イエロー）
- ブランチ☆パニック!（シェフカワゴメ、学者さん）

2014年
- 戦国BASARA4（武将、兵士）
- 戦場のウエディング
- マブラヴ オルタネイティヴ トータル・イクリプス - PC版

2015年
- OZMAFIA!! -vivace-（ドリアン・グレイ）

2022年
- スーパーロボット大戦DD（兎猿猴）

### ドラマCD
- 星の王子さま（点灯夫）

### BLCD
- 丸角屋の嫁とり（荘太の父 他）
- 花のみやこで（学生B、テキヤ、レポーター）

### 吹き替え

#### 映画
- 蛾人間モスマン（ケイシー）
- スター・ウォーズ/最後のジェダイ（レジスタンス）
- 世界の果てまでヒャッハー!
- マッド・ウォーリアーズ 頂上決戦（“サイコ”シーザー・ブラガ〈ネイサン・ジョーンズ〉）
- 真夜中のパリでヒャッハー!
- リーカー ザ・ライジング（ハリス・マカリスター副保安官）
- ロボット

#### ドラマ
- アメリカン・クライム・ストーリー（リー・トーリック）
- アンブレイカブル・キミー・シュミット（ラス）
- APB ハイテク捜査網
- NCIS 〜ネイビー犯罪捜査班
- NCIS: ニューオーリンズ
- クラッシュとバーンスティーン
- クリミナル・マインド FBI行動分析課
- クリミナル・マインド 特命捜査班レッドセル（ピーター）
- ゴースト 〜天国からのささやき（アナ・ティム、若い頃のドン、実況）
- サンズ・オブ・アナーキー（リー・トーリック）
- 孫子兵法大伝（蔡鑑、沈戊戌、子期 他）
- Dr.HOUSE（ウォーレン、メディナ）
- FRINGE/フリンジ シーズン3（ディック、SWAT隊員 他）
- ホワイトカラー シーズン1、2（男性捜査官）
- RAW&ORDER UK
- 六龍が飛ぶ（ホン・インバン）
- ロング・ロード・ホーム
- ワンス・アポン・ア・タイム

#### テレビ番組
- セレブリティーホームズ

#### アニメ
- アニメ 世界偉人伝

### ボイスオーバー
- アストロダムス
- アメ車カスタム専門 カウンティング・カーズ（ケヴィン）
- アメリカ極秘文書の謎
- アメリカ南部”ディキシー”を知ってるかい?
- 現代の脅威（ジム・ピーター 他）
- 古代からの発見 シーズン3（ニール、デイビット 他）
- 古代の宇宙人（チルドレス 他）
- 自然災害の猛威〜その時、人々は〜
- 射撃王〜10万ドルを手にするのは誰だ〜 シーズン3（ダスティン）
- 世界10大ミステリーを追え（トム、マンクーシー 他）
- 世界の最強武術を体得せよ
- 世界の超人〜驚異の身体能力〜
- 世界の馬上から
- 世界ルーツ探検隊
- チーム対抗!目利きチャンピオン決定戦
- 地球の誕生（シェルトン、スコット）
- 謎のオオカミ男を追え!
- 眠ったお宝探し隊 アメリカン・ピッカーズ
- プロの詐欺師が教える“騙しの手口”
- ホーンテッド・ヒストリー〜呪われた歴史を解明せよ!〜
- ミート・ザ・ミート〜アメリカ肉の旅〜

### テレビドラマ
- 大河ドラマ 利家とまつ〜加賀百万石物語〜（2002年） - 家臣
- 遥かなる絆（2009年） - 伊予言葉指導 、出演

### テレビ番組
- 生命38億年スペシャル 人間とは何だ

### CM
- BS-i 世界バレーハイライト2006 ビックカメラ インフォマーシャル

### ナレーション
- Amazon Audible「観葉」（朗読）
- 神戸製鋼VP

### ラジオドラマ
- NHK-FM 青春アドベンチャー「ベルリンの秋」
- VOMIC この音とまれ!（校長先生）

### 舞台
- 愛と誠（2003年）
- 鬧熱のラプソディ（2003年）
- 緋色の小夜曲（2004年）
- 寓居の鎮魂曲（2005年）
- 慾動の行進曲（2005年）
- 博物館のホネ（2006年）紙谷そらお
- ハッピーエンドは儲らない（2006年）
- あなたが○○でなかったら（2006年）
- Cage.（2010年）小堺周平

### その他コンテンツ
- 声つきマンガ「たまごさん」（スーパーサンコーのおじさん）

### シリーズ一覧
1. ↑  第1章[10]（2021年）、第2章[11]（2021年）、第3章[12]（2023年）